# Cenk Özkacar
Cenk Özkacar (* 6. Oktober 2000 in Konak) ist ein türkischer Fußballspieler. Er spielt seit der Saison 2022/23 für FC Valencia und ist türkischer A-Nationalspieler. In der Saison 2025/26 ist er an den 1. FC Köln verliehen.

## Karriere
Özkacar ist ein athletischer, dynamischer, schneller und 1,90 Meter großer Abwehrspieler mit bedachter Spielaufbaueröffnung. Genauer spielt er als aggressiv-verteidigender Fußballspieler und Linksfüßer primär in der Innenverteidigung als linker Innenverteidiger und sekundär kann er auch als linker Außenverteidiger agieren. Zu seinen Stärken zählt sein Zweikampfverhalten am Boden.

### Vereine

#### Anfänge in der Türkei
Özkacar kam 2000 in der Ortschaft Konak der ägäisischen Großstadtkommune Izmir zur Welt. Dort begann er 2011 mit dem Vereinsfußball in der Nachwuchsabteilung der Izmirer Vereinen von Bucaspor, Altınordu Izmir und Altay İzmir. Im Juni 2018 erhielt Özkacar beim letztgenannten Verein einen Profivertrag. Zwei Monate später wurde er zur Saison 2018/19 nach Karacabey zum türkischen Profi-Viertligisten Karacabey Belediye Spor verliehen und Özkacar sammelte dort in 24 Pflichtspieleinsätzen Spielpraxis, bestehend aus Liga-, Pokal- und Play-off-Spielen.
In der Folgespielzeit kehrte er zu seinem Profistammverein Altay zurück und gab im Dezember 2019 mit 19 Jahren sein Debüt in der zweithöchsten türkischen Ligaspielkasse der TFF 1. Lig, danach kam Özkacar regelmäßiger zum Einsatz. Des Weiteren hinterließ er im Dezember 2019 im Hin- und Rückspiel der Pokalrunde der letzten 32 im türkischen Pokalwettbewerb gegen den späteren Pokalsieger, Vizemeister und Erstligisten Trabzonspor einen fußballerischen „positiven Eindruck“, somit weckte er das Interesse von Trabzonspor. Der Trainer Fatih Terim des türkischen Erstligisten Galatasaray Istanbul erkannte bei dem türkischen 19-jährigen Abwehrtalent ein fußballerisches großes Potenzial, deswegen buhlten Galatasaray und Trabzonspor um die Verpflichtung von Özkacar, später interessierte sich auch ein weiterer türkischer Erstligist Beşiktaş Istanbul um ihn.

#### Wechsel nach Westeuropa
Özkacar entschloss sich im August 2020 gegen ein Verbleib in der Türkei und wechselte zum französischen Erstligisten Olympique Lyon (OL). Bei den Lyonern unterschrieb er im Alter von 19 Jahren einen Fünfjahresvertrag und sein ehemaliger Verein Altay erhielt eine Ablösesumme in Höhe von 1,5 Millionen Euro. Seine ersten Tätigkeiten begann er bei der Reservemannschaft von OL. Dort gab Özkacar im September 2020 sein Lyon-Spieldebüt in der französischen vierthöchsten Liga National 2. Im weiteren Verlauf der Saison 2020/21 kam er im April 2021 zu seinem Lyon-Profispieldebüt bei der Erstmannschaft, indem er im französischen Pokalviertelfinale gegen den späteren Pokalfinalisten AS Monaco eingewechselt wurde.
Nach seinen sporadischen Einsätzen in Lyon wechselte Özkacar auf Leihbasis im Juli 2021 für die Saison 2021/22 zum belgischen Erstligisten Oud-Heverlee Löwen. Im gleichen Monat gab er gleich am ersten Spieltag der belgischen Meisterschaftshauptrunde sein Spiel- und Startelfdebüt für die Leuvener. Im weiteren Saisonverlauf kam Özkacar zu seiner Erstligatorpremiere und trug mit seinen erzielten Kopfballtoren zu Remis bei, unter anderem gegen den Tabellenführer und amtierenden Meister FC Brügge. Die belgische Erstliga-Saison beendete er insgesamt als Stammspieler und unter den zehn erfolgreichsten Ballabfängern, Blockern und effektiven Tacklern von gegnerischen Dribblern der Ligasaison.

#### FC Valencia
Zur Saison 2022/23 kehrte er von seiner Leihe nach Lyon zurück und der FC Valencia bekundete Interesse an ihm. Woraufhin Özkacar im August 2022 nach seinem A-Länderspieldebüt auf Leihbasis inklusive einer Kaufoption bis Ende Juni 2023 zum spanischen Erstligisten FC Valencia wechselte. In 42 Pflichtspielen der Valencianer kam er ab Oktober 2022 zu 21 Einsätzen, bestehend aus Primera-División-, Copa-del-Rey- und Supercopa-de-España-Spielen. In der Primera División 2022/23 trug Özkacar als einer der effektivsten Tackler und als bester Kopfballduellspieler seiner Mannschaft auch zum Klassenerhalt seines Vereins bei, womit er einen sehr positiven Einfluss auf die Mannschaftsleistung hatte. Des Weiteren schloss er mit seiner Mannschaft gemeinsam mit FC Getafe mit jeweils 45 Gegentoren die Ligasaison unter den Abstiegsbedrohten mit den wenigsten Gegentoren ab.
Nach Saisonende 2022/23 hatte Özkacar gemeinsam mit Giorgi Mamardaschwili, mit jeweils vier Defensivfehlern, die meisten. Trotz der Umstände entschieden sich die Verantwortlichen von FC Valencia ihn mit 22 Jahren im Juni 2023 fest zu verpflichten. Aufgrund seines Talent(potenzial)s und seiner Mannschaftsadaption. Dabei erhielt Özkacar einen Vertrag bis Ende Juni 2028. In der Hinrunde der Saison 2023/24 begann er als Stammspieler der Startelf-Innenverteidigung. Nach einem Eigentor im September 2023 verlor er primär seinen Stammplatz in der Startformation, danach kam er aushilfend für zwei Ligaspiele als linker Außenverteidiger für den temporär verletzten Linksverteidiger José Gayà zum Einsatz. Nachdem Weggang von Gabriel Paulista in der Wintertransferperiode 2023/24 aus dem primär etablierten Innenverteiduger-Duo der Hinrunde kam Özkacar in der Rückrunde wieder häufiger zu Einsätzen als Stammspieler der Startelf-Innenverteidigung. Mit 25 Pflichtspieleinsätzen trug er mit einer Torvorlage in der Verlängerung zum Achtelfinaleinzug des Copa del Rey bei und gehörte zu den besten verteidigenden Klärern seiner Mannschaft an.

#### Real Valladolid (Leihe)
Nach Beginn der Saison 2024/25 kam Özkacar im August 2024 für die Valencianer zu keinem Einsatz, woraufhin er gegen Ende des Monats innerhalb der Primera División auf Leihbasis für eine Saison zum Aufsteiger Real Valladolid wechselte. Bald darauf kam er zu seinen ersten Einsätzen für die Vallisoletanos und zog sich dabei eine muskuläre Verletzung zu, wovon er dann verletzungsbedingt einen Monat ausfiel.

#### 1. FC Köln (Leihe)
Im August 2025 wechselte Özkacar für eine Saison auf Leihbasis zum 1. FC Köln.

### Nationalmannschaft
Özkacar begann mit 19 Jahren seine Nationalmannschaftskarriere im Nordherbst 2019 mit zwei Einsätzen für die türkische U21-Nationalmannschaft in der Qualifikation der U21-Europameisterschaft 2021. Später nahm er auch an der Qualifikation der U21-Europameisterschaft 2023 teil, wobei Özkacar temporär zum Kapitän der U21-Mannschaft aufstieg.
Nach seinen Leistungen als Stammspieler in der belgischen Erstliga 2021/22 wurde er im Mai 2022 mit 21 Jahren erstmals für die türkische A-Nationalmannschaft berufen und zwar für die Länderspiele der UEFA Nations League 2022/23. Am 2. Spieltag der UEFA Nations League kam er im Juni 2022 als Einwechselspieler zu seinem A-Länderspieldebüt. Ohne weiteren eigenen Länderspieleinsatz stieg er mit der Türkei als Gruppensieger in die Liga B der UEFA Nations League auf.
2023 trug Özkacar mit vier Länderspieleinsätzen und einer Torvorlage auch zur erfolgreichen Qualifikation der Türkei zur Europameisterschaft 2024 bei, dabei kam er vor allem als linker Außenverteidiger zum Einsatz. Im Mai 2024 wurde Özkacar in den vorläufigen Europameisterschafts-Finalturnier-Kader nominiert und nahm an den Turniervorbereitungen teil, wobei er später im Juni für den endgültigen Finalturnier-Kader nicht berücksichtigt wurde.